# Carlo Cokxxx Nutten II
Carlo Cokxxx Nutten II – wspólna płyta Bushido i Baba Saad. Kontynuacja pierwszej części nagranej z Flerem. Utwór, który promował tę płytę to Nie Ein Rapper. Całość wyprodukował Bushido.
1. "Intro"
2. "Immer Noch"
3. "Oh Nein"
4. Fickdeinemutterlang"
5. "Denk An Mich"
6. "Ghettorap Hin, Ghettorap Her"
7. "Sonny Black"
8. "Nie Ein Rapper"
9. "Also Komm…"
10. "Träume Im Dunkeln"
11. "Wer Ist Dieser Junge?"
12. "Besoffene Kinder"
13. "Es Tut Mir Leid"
14. "Du Bist Out"
15. "Taliba"